# Miyako Sumiyoshi
Miyako Sumiyoshi (ur. 19 marca 1987 w Kushiro, zm. 20 stycznia 2018 w Nagano) – japońska panczenistka, uczestniczka igrzysk olimpijskich w Soczi. Na igrzyskach zajęła 14. miejsce w wyścigu na 500 metrów i 22. na 1000 metrów